# Breitenworbis

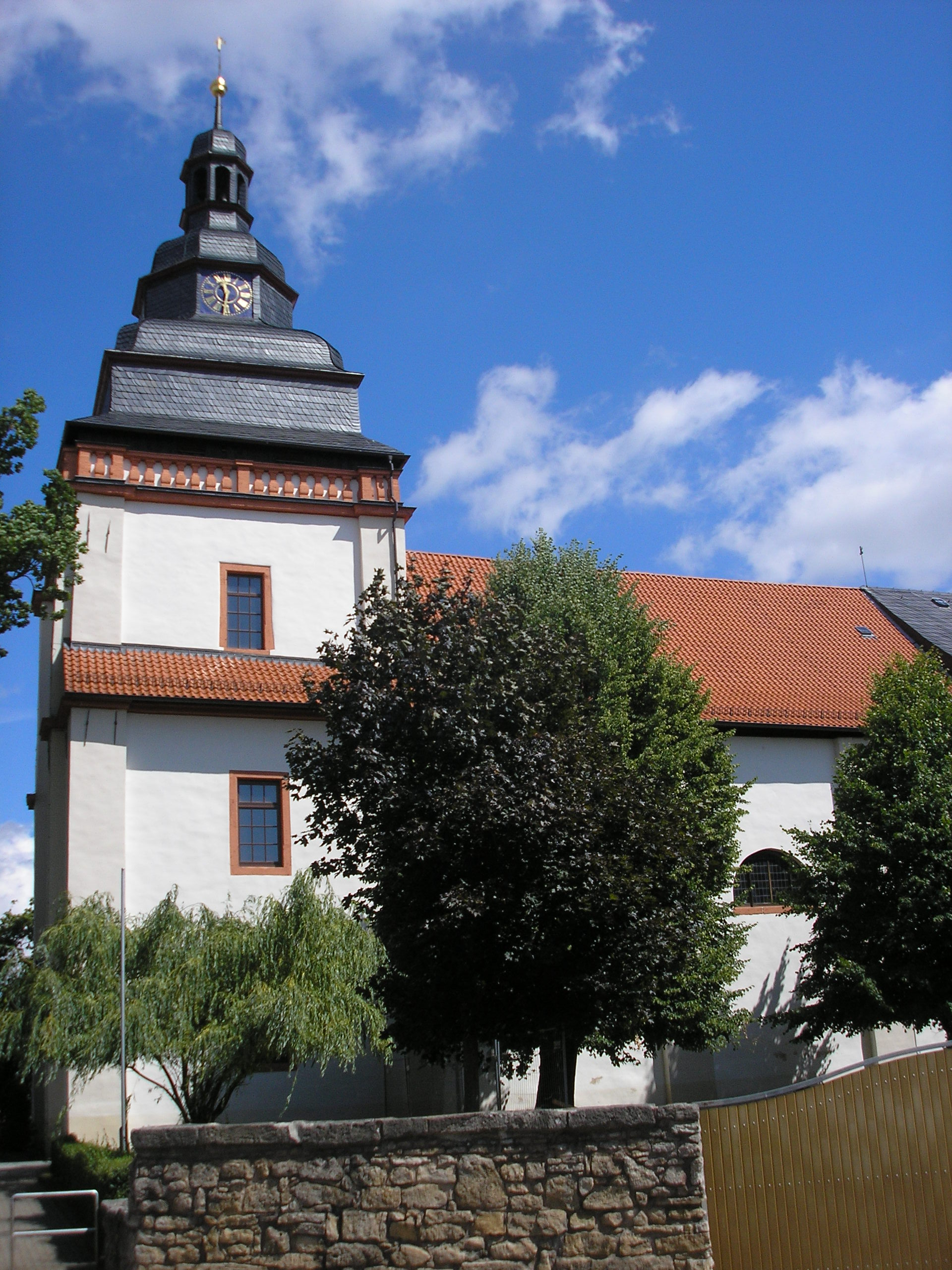
Kirche

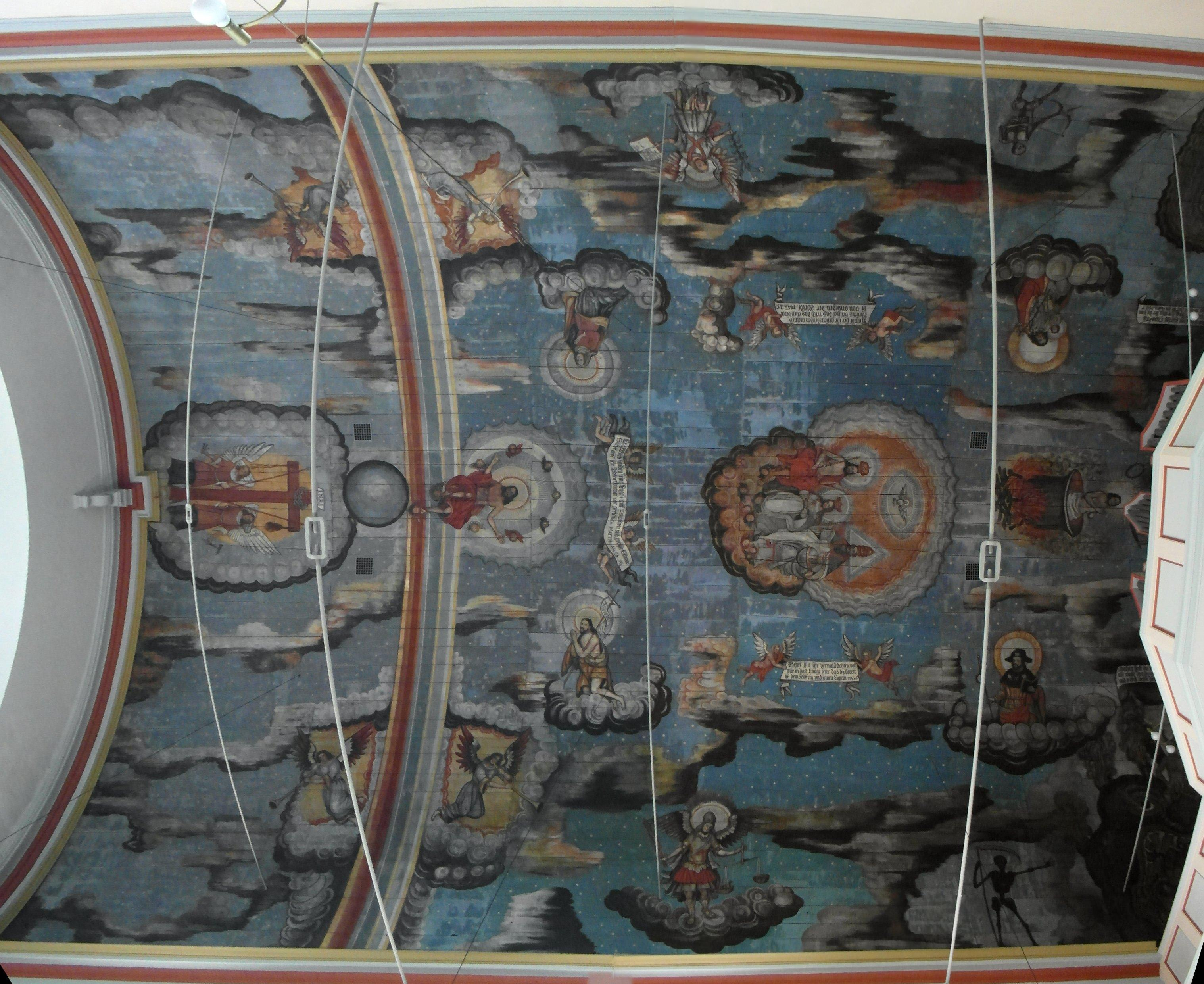
Gewölbemalereien der St.-Vitus-Kirche

Breitenworbis (Eichsfeldisch: Battern) ist eine Gemeinde im thüringischen Landkreis Eichsfeld. Breitenworbis ist Sitz der Verwaltungsgemeinschaft Eichsfeld-Wipperaue.

## Geographie
Durch die Gemeinde fließt der Rhin, ein linker Zufluss der Wipper. Das Landschaftsbild ist geprägt durch die bewaldeten Höhenzüge des Ohmgebirges, der Harburg und des Hubenberges. Unweit des Ortes befindet sich die Wüstung Hugenworbis.

## Geschichte
Die Wallburg (Klei) auf dem südöstlichen Teil des Ohmgebirges wurde, nach den Funden zu urteilen, in der Eisenzeit erbaut. Man fand strichverzierte Keramik. Wall und Graben sind noch gut erhalten. Die Anlage diente  zur Überwachung des Umlandes und der Verkehrsverbindung über den Pass Hahn des Gebirges.
1238 wurde Breitenworbis als Breytenworbetze erstmals urkundlich erwähnt. Es gehörte bis zur Säkularisation 1802 zu Kurmainz. 1802 bis 1807 war der Ort preußisch und kam dann zum Königreich Westphalen. Ab 1815 war er Teil der preußischen Provinz Sachsen. Ein Großbrand zerstörte 1859 etwa 100 Wohnhäuser samt Nebengebäuden. 1905/1906 kam es zum Bau der Kalischächte, die 1931 wieder stillgelegt wurden.
1945 bis 1949 gehörte der Ort zur Sowjetischen Besatzungszone und wurde ab 1949 Teil der DDR. Von 1961 bis zur Wende und Wiedervereinigung 1989/90 wurde Breitenworbis von der Sperrung der nahen innerdeutschen Grenze beeinträchtigt. Seit 1990 gehört der Ort zum wieder gegründeten Freistaat Thüringen. 1991 wurde Breitenworbis Sitz der Verwaltungsgemeinschaft Eichsfeld-Wipperaue. Im Jahr 2001 wurde das Autobahnteilstück Leinefelde–Breitenworbis der A 38 übergeben.
Am 1. September 2009 wurde die bis dahin selbstständige Gemeinde Bernterode nach Breitenworbis eingemeindet.

### Einwohnerentwicklung
Entwicklung der Einwohnerzahl (31. Dezember):
| - 1994: 2.458 - 1995: 2.567 - 1996: 2.570 - 1997: 2.591 - 1998: 2.485 - 1999: 2.346 | - 2000: 2.297 - 2001: 2.401 - 2002: 2.405 - 2003: 2.350 - 2004: 2.358 - 2005: 2.323 | - 2006: 2.331 - 2007: 2.282 - 2008: 2.232 - 2009: 3.544 - 2010: 3.502 - 2011: 3.408 | - 2012: 3.391 - 2013: 3.358 - 2014: 3.347 - 2015: 3.331 - 2016: 3.245 - 2017: 3.226 | - 2018: 3.206 - 2019: 3.176 - 2020: 3.173 - 2021: 3.168 - 2022: 3.133 |

Datenquelle: Thüringer Landesamt für Statistik

## Politik

### Gemeinderat
Der Gemeinderat von Breitenworbis setzt sich aus 16 Gemeinderatsmitgliedern zusammen. Die Gemeinderatswahl am 26. Mai 2024 führte zu folgendem Ergebnis:
| Partei / Liste                       | Stimmenanteil | Sitze |
| Christlich Demokratische Union (CDU) | 42,1 %        | 7     |
| Alternative für Bernterode (AFB)     | 26,5 %        | 4     |
| Unser Breitenworbis                  | 21,6 %        | 3     |
| Feuerwehrverein Breitenworbis (FwVB) | 09,7 %        | 2     |
| Wahlbeteiligung: 67,8 %              |               |       |

### Bürgermeister
Derzeit amtierender Bürgermeister ist Cornelius Fütterer. Er wurde am 5. Juni 2016 gewählt. Bei der Kommunalwahl am 12. Juni 2022 wurde er mit 72,8 % der Wählerstimmen im Amt bestätigt.

## Sehenswürdigkeiten
- Römisch-katholische Kirche St. Vitus aus dem Jahr 1681 mit Gewölbemalereien

## Persönlichkeiten
- Georg Wilhelm Henkel (1861–1934), Lehrer und Komponist
- Willibald Böck (1946–2016), Politiker (CDU)
- Martin Kohlstedt (* 1988), Musiker, Pianist, Komponist und Produzent
- Stefan Bötticher (* 1992), Bahnradsportler
- Sebastian Stolze (* 1995), Fußballspieler